# Dodecheratto
| Dodecheratto          | Dodecheratto   |
| --------------------- | -------------- |
| Proiezione ortogonale |                |
| Famiglia              | ipercubo       |
| 11-facce              | 24 {4,39}      |
| 10-facce              | 264 {4,38}     |
| 9-facce               | 1760 {4,37}    |
| 8-facce               | 7920 {4,36}    |
| 7-facce               | 25344 {4,35}   |
| 6-facce               | 59136 {4,34}   |
| 5-facce               | 101376 {4,33}  |
| 4-facce               | 126720 {4,3,3} |
| Celle                 | 112640 {4,3}   |
| Facce                 | 67584 quadrati |
| Spigoli               | 24576          |
| Vertici               | 4096           |
| Proprietà             | convesso       |

In geometria, un dodecheratto è un ipercubo dodecadimensionale. Un dodecheratto ha 4096 vertici, 24576 spigoli, 67584 facce quadrate, 112640 celle cubiche, 126720 facce quadridimensionali tesserattiche, 101376 facce pentadimensionali penterattiche, 59136 facce esadimensionali eserattiche, 25344 facce ettadimensionali etterattiche, 7920 facce ottadimensionali otterattiche, 1760 facce ennadimensionali ennerattiche, 264 facce decadimensionali decherattiche e 24 facce endecadimensionali endecherattiche.
Il nome deriva da una composizione del prefisso dodeca- con la desinenza di tesseratto.

## Coordinate cartesiane
Le coordinate cartesiane dei vertici di un dodecheratto centrato nell'origine e di lato di lunghezza 2 sono
(±1,±1,±1,±1,±1,±1,±1,±1,±1,±1,±1,±1),
mentre lo spazio al suo interno è costituito da tutti i punti di coordinate (x0, x1, x2, x3, x4, x5, x6, x7, x8, x9, x10, x11) tali che −1 < xi < 1.